# Hytte

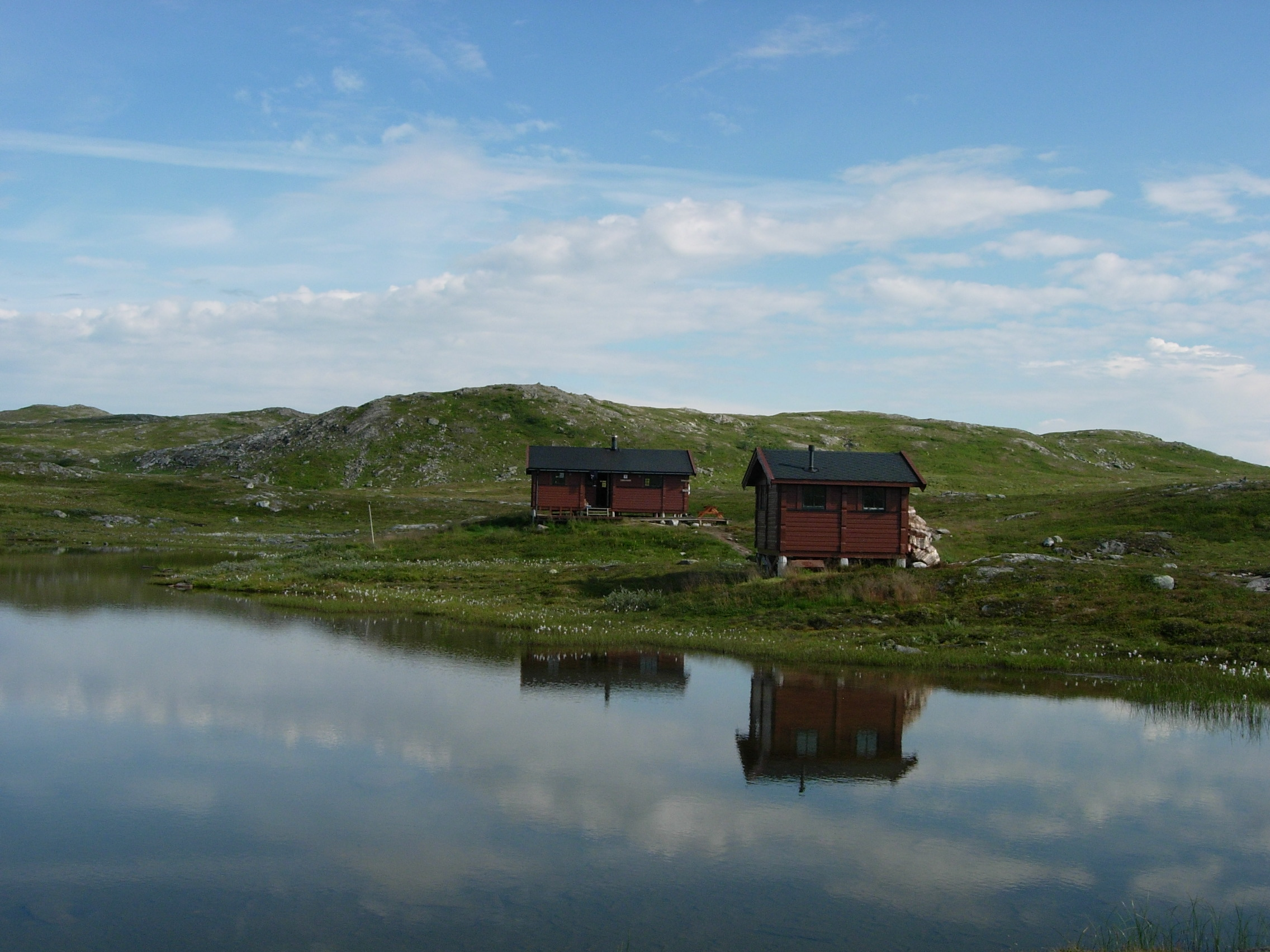
Tverrbrennstua

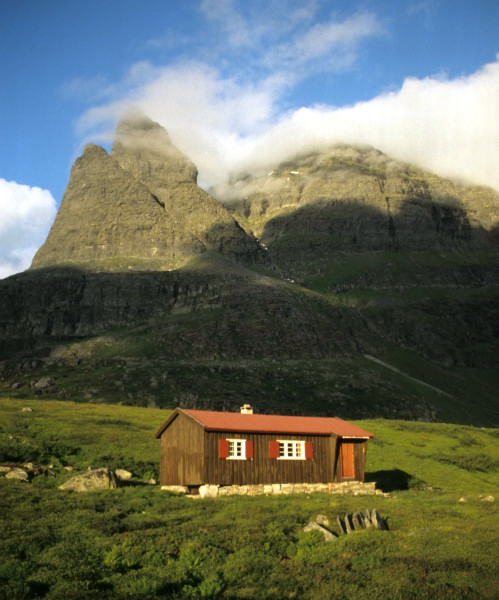
Giklingdalshytta

La hytte (pluriel : hytter), grossièrement traduisible par hutte, est une cabine de montagne traditionnelle en Norvège.
Environ une famille norvégienne sur trois possède une hytte, ce qui explique pourquoi la Norvège vient en tête du classement des résidences secondaires par habitant.
On peut aussi louer des hytter dans les campings, ou dormir dans des grands chalets collectifs qui servent de refuges étapes lors des grandes randonnées. La hytte peut disposer d'une confort spartiate, tout aussi bien qu'elle peut être reliée aux réseaux électriques et sanitaires.
La plupart des hytter remontent au début du XXe siècle, voire au milieu du XIXe.